# Ассоро
Ассоро (итал. Assoro) — город в Италии, расположен в регионе Сицилия, подчинён административному центру Энна (провинция).
Население составляет 5380 человек (на 2004 г.), плотность населения составляет 49 чел./км². Занимает площадь 111,4 км². Почтовый индекс — 94010. Телефонный код — 00935.
Покровительницей города считается святая Петронилла, празднование 31 мая.